# Mickael De Marco
Mickael De Marco (Montpellier, 22 de abril de 1989) es un jugador francés de rugby de ascendencia española que se desempeña como segunda línea en el club Sporting Union Agen de Rugby Pro D2. Además de competir con su club en Francia, es internacional absoluto con la Selección Española, donde acumula 5 caps.
Formado en Montpellier Hérault RC, disputó su primer partido en Top 14 el 28 de abril de 2009 contra el Stade Francais, después de haber jugado en el equipo espoir del club.

## Palmarés
- Subcampeón de Francia de Top 14 en 2011 con Montpellier Hérault RC.
- Campeón de Francia de Pro D2 en 2017 con US Oyonnax Rugby.